# Eichen (Overath)
Eichen (ⓘ) ist ein Ortsteil von Overath im Rheinisch-Bergischen Kreis in Nordrhein-Westfalen, Deutschland.

## Lage und Beschreibung
Eichen liegt oberhalb der Bundesstraße 284, hier Siegburger Straße genannt. Die nächsten Ortschaften sind Spich, Halfensbüchel, Voßwinkel und Cyriax.

## Geschichte
Eichen wurde erstmals um das Jahr 1470 urkundlich erwähnt.
Die Topographia Ducatus Montani des Erich Philipp Ploennies, Blatt Amt Steinbach, belegt, dass der Wohnplatz bereits 1715 eine Hofstelle besaß, die als Negen beschriftet ist. Der Ort war zu dieser Zeit Teil der Honschaft Heiliger im Kirchspiel Overath.
Der Ort ist auf der Topographischen Aufnahme der Rheinlande von 1817 als Eichen verzeichnet. Die Preußische Uraufnahme von 1845 zeigt den Wohnplatz unter dem Namen Veichen. Ab der Preußischen Neuaufnahme von 1892 ist der Ort auf Messtischblättern regelmäßig als Eichen verzeichnet.
1822 lebten 31 Menschen im als Hof kategorisierten Ort, der nach dem Zusammenbruch der napoleonischen Administration und deren Ablösung zur Bürgermeisterei Overath im Kreis Mülheim am Rhein gehörte. Für das Jahr 1830 werden für den als Eichen bezeichneten Ort 37 Einwohner angegeben. Der 1845 laut der Uebersicht des Regierungs-Bezirks Cöln als Hof kategorisierte und als Eichen bezeichnete Ort besaß zu dieser Zeit zehn Wohngebäude mit 54 Einwohnern, alle katholischen Bekenntnisses. Die Gemeinde- und Gutbezirksstatistik der Rheinprovinz führt Eichen 1871 mit zehn Wohnhäusern und 46 Einwohnern auf. Im Gemeindelexikon für die Provinz Rheinland von 1888 werden für Eichen zehn Wohnhäuser mit 55 Einwohnern angegeben. 1895 besitzt der Ort zehn Wohnhäuser mit 49 Einwohnern, 1905 werden zehn Wohnhäuser und 50 Einwohner angegeben.
Mit Heranwachsen der Wohngebiete des Overather Kernorts verlor Eichen in der zweiten Hälfte des 20. Jahrhunderts seine eigenständige Lage und wurde Teil der geschlossenen Wohnbebauung entlang der Bundesstraße 484. Der Wohnplatz tritt noch anhand der Straßennamen Eichen und Eichenweg in Erscheinung.